# Galen Strawson
Galen John Strawson (* 1952) ist ein britischer Philosoph und Literaturkritiker. 

## Leben
Er ist Professor für Philosophie an der University of Reading sowie gegenwärtig an der University of Texas in Austin. Bis zum Jahr 2007 unterrichtete Strawson außerdem am Graduate Center der City University of New York. Seine Arbeitsschwerpunkte sind Philosophie des Geistes, Metaphysik und Moralphilosophie. Galen Strawson ist der Sohn von Sir Peter Frederick Strawson.

## Werk

### Freier Wille
Strawson vertritt die Auffassung, dass Menschen in keinem Fall über freien Willen verfügen können, unabhängig davon, ob der Determinismus wahr ist oder nicht. Seine Position ist damit ähnlich der von Derk Pereboom, für die letzterer den Ausdruck „harter Inkompatibilismus“ geprägt hat.
Seine Argumentation geht von der Frage aus „sind Menschen jemals letztlich – in einem nicht nur kausalen, sondern auch moralischen, d. h. Lob und Tadel rechtfertigenden Sinn – verantwortlich für ihre Handlungen?“ und verneint sie wie folgt:
1. Wir tun, was wir tun, weil wir sind, wie wir sind.
2. Um letztlich verantwortlich zu sein, für das, was wir tun, müssten wir mindestens in entscheidender Hinsicht dafür verantwortlich sein, wie wir sind.
3. Wir können letztlich nicht dafür verantwortlich sein, wie wir sind.
4. Also können wir letztlich nicht verantwortlich sein, für das, was wir tun.

Strawson zieht das Fazit: Unsere Entscheidungen werden durch unseren Charakter bestimmt – und möglicherweise auch durch (indeterministische) Zufallsereignisse, für die wir aber ebenso wenig verantwortlich sind, wie für unser genetisches Erbe und die Erfahrungen, die wir gemacht haben. Das gilt auch für unsere vergangenen Entscheidungen, die unseren heutigen Charakter mitgeformt haben. Wie wir sind, ist „letztendlich – bis ins kleinste Detail – Glücksache“. Handlungen zu belohnen, resp. sie zu bestrafen, sei daher „exakt so gerecht“ wie Menschen für ihre Haarfarbe oder Gesichtsform Lohn oder Strafe zuzumessen.

### Panpsychismus
In der Diskussion ums Leib-Seele-Problem vertritt Strawson die Auffassung, dass die Position des strengen Physikalismus notwendigerweise auch eine panpsychistische Sichtweise einfordere, und hat dadurch einen signifikanten Anteil am im 21. Jahrhundert wieder ansteigenden Interesse am Panpsychismus in der Philosophie des Geistes.

## Schriften
- Freedom and Belief. 1986. 2., überarb. Ausgabe. Oxford University Press, 2010, ISBN 978-0-19-924750-9.
- Real Materialism and Other Essays. Oxford University Press, 2008, ISBN 978-0-19-926742-2.
- Selves: An Essay in Revisionary Metaphysics. Oxford University Press, 2009, ISBN 978-0-19-825006-7.
- The Evident Connexion: Hume on Personal Identity. Oxford University Press, Oxford, New York 2011, ISBN 978-0-19-960850-8.
- Locke on Personal Identity: Consciousness and Concernment. Princeton University Press, Princeton 2011, ISBN 978-0-691-14757-4.
- Things That Bother Me: Death, Freedom, the Self etc. New York : New York Review of Books Inc., 2018